# دودمان نورماندی
دودمان نورماندی (انگلیسی: House of Normandy) به‌طور معمول عنوان خاندانی است متشکل از کنت‌های روآن، دوک‌های نورماندی و پادشاهان انگلستان که بلافاصله پس از پیروزی نورمن‌ها در تهاجم به انگلستان ساکن آنجا گشتند و تا زمان روی کار آمدن خاندان پلانتاژنه در سال ۱۱۵۴ در راس قدرت بودند، این مجموعه خانوادگی شامل رولو، وایکینگ نروژ و فرزندان وی، و همینطور از ویلیام فاتح و وراث وی تا سال ۱۱۳۵ می‌باشد، پس از آن میان نوه ویلیام موسوم به ماتیلدا و استفان از خاندان بلویس اختلاف حاصل شد.